# Иголомская кузница

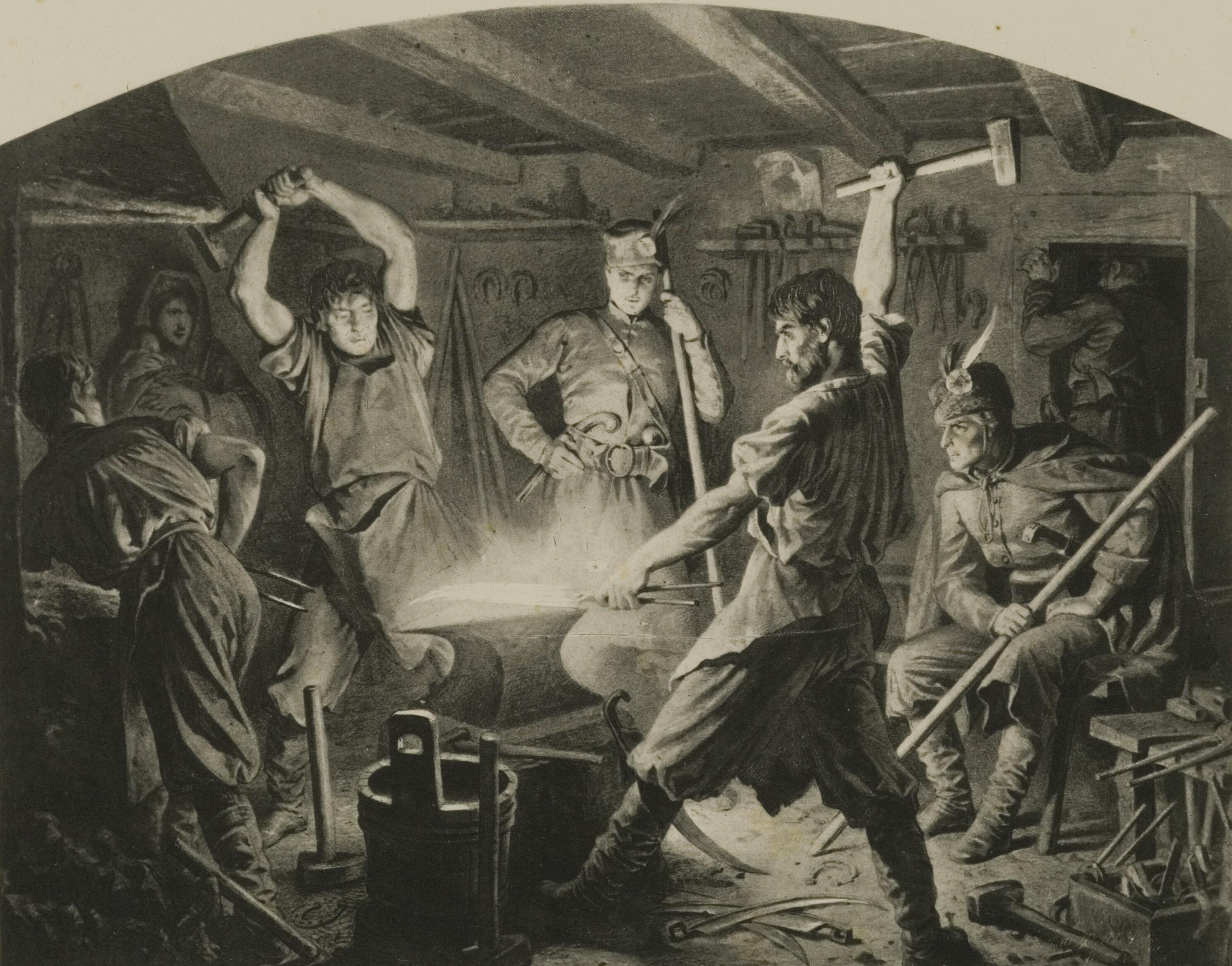
Картина «Ковка косы» художника Артура Гроттера, 1863

Иголо́мская кузница (пол. Kuźnia w Igołomi) — историческое здание, архитектурный памятник, находящийся в Польше в населённом пункте Иголомя, гмина Иголомя-Вавженьчице Краковского повята Малопольского воеводства. Здание внесено в реестр охраняемых памятников Малопольского воеводства. Находится перед въездом на территорию дворцового комплекса Водзицких.
Кузница была построена в начале XIX века в стиле классицизма. Внутренний интерьер кузницы изображён на картине «Kucie kos» (Ковка косы) цикла «Полония» польского художника Артура Гротгера. Во время своего путешествия по Галиции Артур Гроттер изобразил на картонном листу внутренний интерьер иголомской кузницы. На картине изображён процесс изготовления косы кузнецами. Коса изготавливалась для использования в качестве холодного оружия польскими повстанцами-косиньерами во время польского восстания 1863 года. На заднем плане картины изображены два вооружённых повстанца с бело-красными лентами, держащих в руках древки для косы. На рисунке изображён сохранившийся интерьер сегодняшней иголомской кузницы.
31 сентября 1989 года кузница была внесена в реестр памятников культуры Малопольского воеводства (№ А-605).